# Henry Archer Ekers

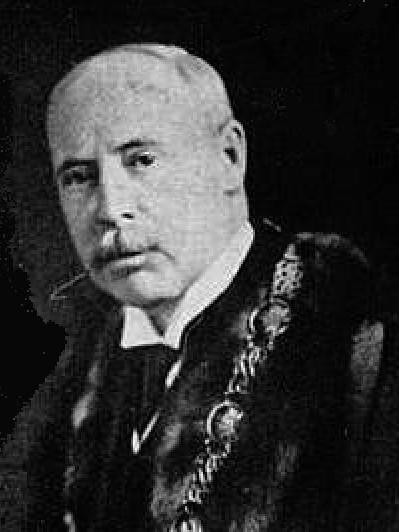
Henry Archer Ekers

Henry Archer Ekers (* 18. September 1855 in Montreal; † 31. Januar 1937 ebenda) war ein kanadischer Politiker. Von 1906 bis 1908 amtierte er als Bürgermeister der Stadt Montreal.
Ekers war der Sohn eines Brauereiunternehmers und trat 1889 in dessen Fußstapfen. Die Ekers-Brauerei am Boulevard Saint-Laurent war eine der bedeutendsten der Stadt und fusionierte 1909 mit mehreren weiteren zur National Breweries Company. 1898 wurde Ekers in den Montrealer Stadtrat gewählt und war danach ein einflussreiches Mitglied der Finanzkommission. 1906 folgte die Wahl zum Bürgermeister, wobei er 56 % der Stimmen erhielt. Seine zweijährige Amtszeit war geprägt von der zunehmenden Radikalisierung der Arbeiterbewegung. 1907 untersagte er mit Unterstützung der Geschäftswelt und der katholischen Kirche den Umzug zum Maifeiertag. Ein Jahr nach seinem Rücktritt veröffentlichte die Provinzregierung einen umfangreichen Bericht zur Korruption in der Stadtverwaltung während seiner Amtszeit.
Ekers war der letzte englischsprachige Bürgermeister Montreals bis zur Wahl von Michael Applebaum im Jahr 2012.